# Lime Springs
Lime Springs est une ville du comté de Howard, en Iowa, aux États-Unis. Elle est incorporée le 17 avril 1876.

## Source de la traduction
- (en) Cet article est partiellement ou en totalité issu de l’article de Wikipédia en anglais intitulé « Lime Springs, Iowa » (voir la liste des auteurs).